# Municipalita Achmeta
Municipalita Achmeta (gruzínsky ახმეტის მუნიციპალიტეტი, Achmetis municipaliteti) je územně-správní celek (gruzínsky municipaliteti) na severovýchodě Gruzie, v kraji Kachetie při hranici s Čečenskem a Dagestánem.

## Poloha
Na západě sousedí s municipalitami Dušeti a Tianeti v kraji Mccheta-Mtianetie. Na severu sousedí s Čečenskem, na severovýchodě s Dagestánem a na východě s Telavi. Na jihu sousedí s municipalitou Sagaredžo.
Severní část oblast s největší osadou Omalo v historické provincii Tušetie je přístupná po horské silnici z municipality Telavi přes průsmyk Abano nebo pouze pěšky, a to:
- z Dušeti přes průsmyky Medvědího kříže a Acunta
- z údolí Alazani, zvaného Pankisská soutěska přes průsmyk Sakorno

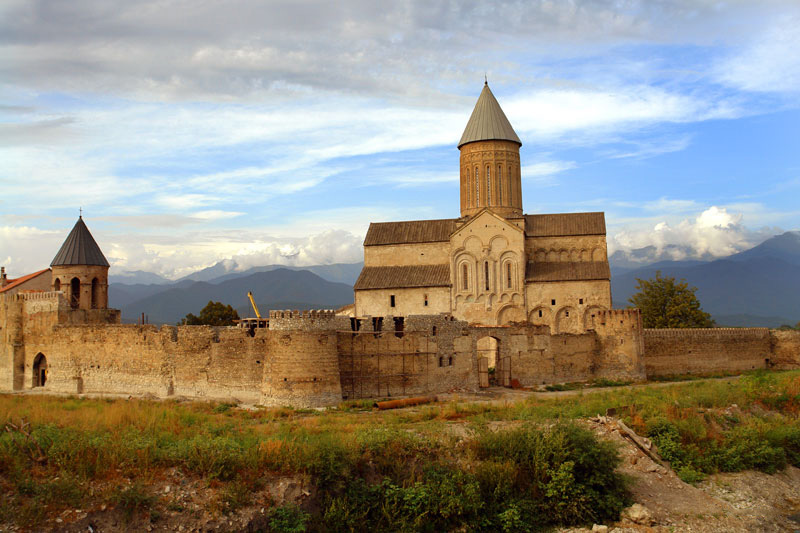
Klášter Alaverdi

## Obyvatelstvo

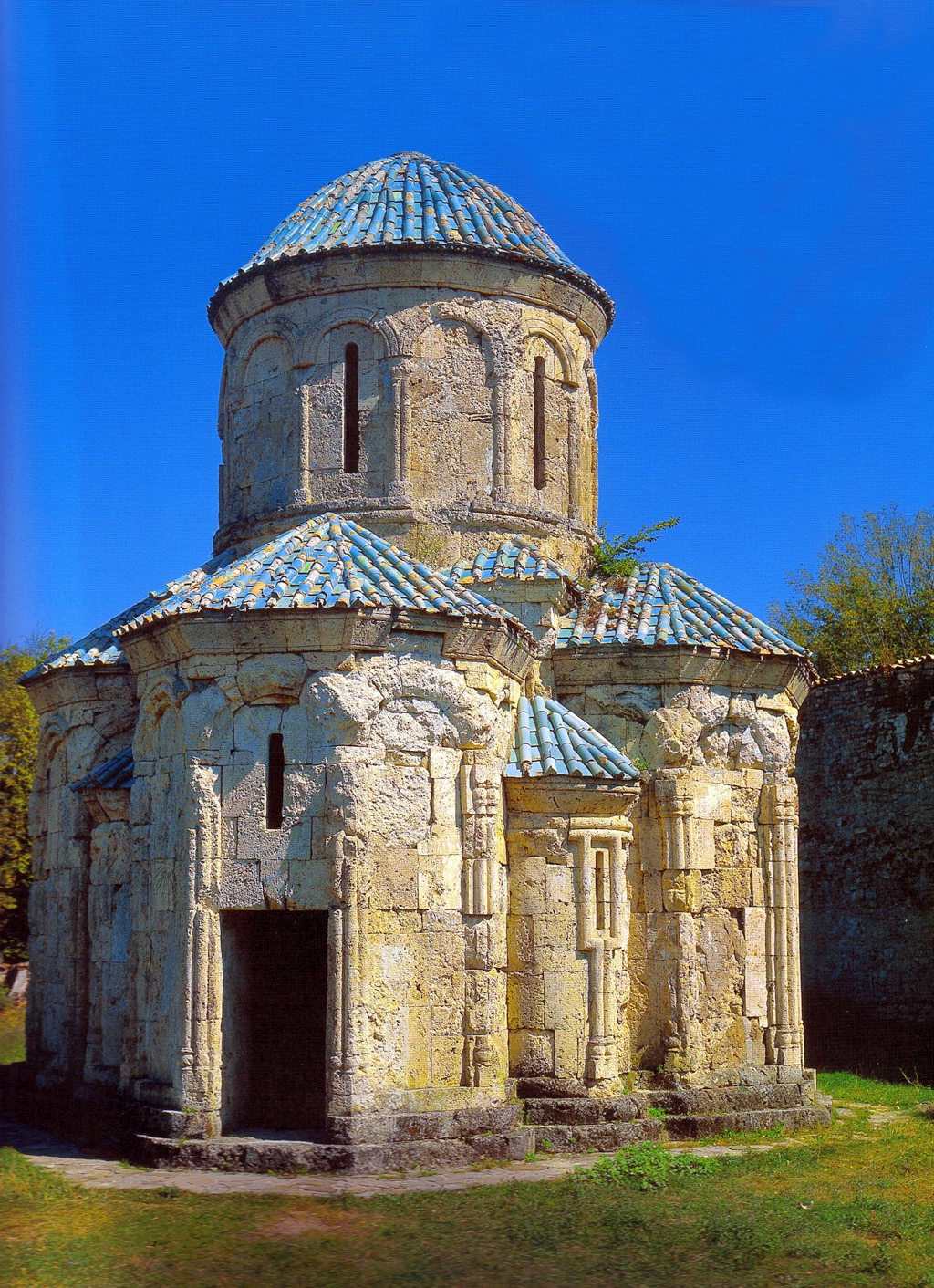
Historický hrad Kvetera

Etnické složení obyvatelstva (2014)
| Gruzínci | 78,99 % |
| Kistové  | 17,39 % |
| Oseti    | 2,21 %  |
| Čečenci  | 0,41 %  |
| Azerové  | 0,29 %  |

## Pozoruhodnosti
Mezi známé pozoruhodnosti municipality Achmeta patří:
- Pevnost ze 17. století Bachtrioni (gruzínsky ბახტრიონი) postavená z rozhodnutí perského šáha Abbáse II. na levém břehu řeky Alasani naproti ústí řeky Ilto.
- Historický hrad Kvetera, též Kvetari nebo Kueteri (gruzínsky კვეტერა, კვეტარი, კუეტერი) na pravém břehu řeky Ilto.
- Ortodoxní klášter Alaverdi (gruzínsky ალავერდი, ალავერდის მონასტერი) se třetím nejvyšším dómem v Gruzii.
- Klášterní komplex Matnis cchrakara (gruzínsky მატნის ცხრაკარა) z 5. až 9. století 3,5 km západně od obce Matani.
- Národní park Thušsko